# Gare de Russeignies
La gare de Russeignies (en néerlandais : station Rozenaken) est une ancienne halte ferroviaire belge des lignes 83, de Courtrai à Renaix et 87, de Bassilly à Renaix et Tournai située sur le territoire de l'ancienne commune de Russeignies (province de Flandre-Orientale). Depuis 1977, Russeignies est rattachée à la colline de Mont-de-l'Enclus, en région wallonne dans la province de Hainaut.
Elle est mise en service en 1890 par les Chemins de fer de l’État belge et ferme en 1959 aux voyageurs. Cette section de la ligne est déclassée en 1959 et le bâtiment devient une habitation.

## Situation ferroviaire
Établie à 21 m d'altitude, la gare de Russeignies était située au point kilométrique (PK) 23.9 de la ligne 83, de Courtrai à Renaix (PK 0.0 en gare de Tournai) et le PK 25.0 de la ligne 87, de Bassilly à Tournai, entre la gare d'Amougies et le point d'arrêt de Triburie,.

## Histoire
La section de Courtrai à Renaix (ligne 83) est mise en service le 1er juin 1869 et celle de Mont-de-l'Enclus à Pecq (ligne 87) entre en service le 5 juin 1882, alors que les deux lignes sont exploitées par l’Administration des chemins de fer de l’État belge (future SNCB). Il n'y a alors pas d'arrêt entre Amougies et Renaix.
Le 3 janvier 1890, l’État belge ouvre un point d’arrêt au passage à niveau de l'actuelle rue des Joncs. Elle accède au statut de halte le 15 avril 1896 ; le bâtiment de gare date possiblement de cette année. 
Les trains de voyageurs sont supprimés le 2 août 1959. La ligne ne voyant plus passer de trains de marchandises, les rails sont retirés au début des années 1960,.

## Patrimoine ferroviaire
Le bâtiment des recettes, du plan type 1893, est reconverti en habitation. Il correspond à la variante simplifiée du plan comportant peu de décorations, une façade en briques unicolore et des linteaux droits en pierre calcaire surmontés d'arcs de décharge. L'aile des voyageurs est disposée à droite et comporte quatre travées dont deux étaient dévolues au magasin des colis, accessible au moyen d'une porte dans le mur-pignon, qui n'existe plus.
La maison de garde-barrière, faisant face à la gare, est également habitée. Il s'agit d'une construction du type État belge à trois travées au second étage mi-haut avec une aile, en briques de couleur différente, du côté de l'ancienne voie ferrée.